# 羅伯特·梅納德·哈欽斯
羅伯特·梅納德·哈欽斯（英語：Robert Maynard Hutchins，又稱，1899年1月17日—1977年5月17日）是一位教育哲學家，1927年至1929年任耶魯法學院院長，1929年至1945年任芝加哥大學校長及1945年至1951年任名譽校長。他是小說家莫德·哈欽斯的先生。儘管他的父親與祖父皆是長老會牧師，哈欽斯仍成為非宗教性永恆主義中最具影響力的學校人物之一。

## 主張
提倡永恆主義教育哲學，強調人的理性發展，主張一種適用於任何時代的教育。任何一個學生都必須接受的「共同性」教育。由於這是適用於自由人的教育，因此也稱之為「自由教育」。其目的是「促進人類思維的發展」，掌握解決問題的方法。
他於1959年成立民主制度研究中心，該中心的宗旨在於檢視包括民主與非民主之世界各國的民主制度與組織，並比較其發展歷程與異同。
1960年代，他已經看到資本主義可能腐蝕人類心靈的危機，因此他高唱，教育並不是為工業發展提供幫手，也不在於教導年輕人如何謀生，而在於培育為國家負責任的公民。基於此等教育理念，他主張回到古希臘的人文教育，認為學生應該熟讀百本經典。
1970年，他在一次以別只是做一些事而已！（Don’ t just do something）為題的訪問中，強調經典就是人文教育最佳的方式，也強調，學校莫只是扮演褓姆的角色，而應多採用蘇格拉底的詰問法，來激發學生的思考，而且師生之間的對於議題的論辯，絕對不是教師說了算，而應透過蘇格拉底式的論辯後才獲得最終的結論。
他於1968年出版《學習社會》（The learning society）一書，藉著闡述學習不只是學校內的活動，呼籲終身學習與學習方法的重要。

## “哈钦斯报告”
针对传媒自由主义理论的弊端，1947年以芝加哥大学校长哈钦斯（Robert Hutchins）为首的“新闻自由委员会”(Commission on Freedom of the Press)——又名“哈钦斯委员会”，经过两年的深入研究，提出一份著名的“哈钦斯报告”，即《自由与负责的新闻业》(A Free and Responsible Press)。为了这份研究：
|                                | 委员会对美国新闻自由的现状做了一番“认真的、学术性的调查研究”，对当时的报纸、广播、电影、杂志及书籍做了系统的考察。他们查阅了多种资料，并选派精干的研究人员，采访新闻业及社会文化界人士对美国大众传播事业的意见，并举行了听证会。他们先后听取过58家报纸、杂志、广播电台、电影界人士的证词，收集了255人的意见。在撰写报告前，他们提出并准备了176份文件和分析材料，召开了17次委员会全体会议。经过如此细致的调查研究，1947年3月2日，委员会发表了第一期报告《自由与负责的新闻业》。 |
| ——徐遥魁：《西方新闻理论评析》 | |

## 著作
- 1936年，《美國高等教育》（The Higher Learning in America）
- 1943年，《自由教育》（Education for Freedom）
- 1950年，《一所學院的理念》（The Idea of a College）
- 1952年，《偉大會話》（The Great Conversation）
- 1953年，《烏托邦大學》（The University of Utopia）
- 1953年，《民主社會中教育上的衝突》（The Conflict in Education in a Democratic Society）
- 1968年，《學習社會》（The learning society）
- 1969年，《非友善發言》（No Friendly Voice）